# Cú mèo châu Âu
Cú mèo châu Âu (danh pháp khoa học: Otus scops) là một loài cú mèo nhỏ thuộc họ Cú mèo. Loài này là một phần của nhóm lớn hơn các loài cú gọi là cú điển hình, Strigidae, trong đó chứa hầu hết các loài cú. Nhóm còn lại là cú lợn (Tytonidae). Loài cú mèo này sinh sản ở Nam Âu kéo dài về phía đông sang tới Tây và Trung Á. Đây là loài chim di cư, trú đông ở phần cực Nam Âu và châu Phi hạ Sahara. Nó là loài hiếm thấy ở bất kỳ khoảng cách nào tính từ vùng phía bắc phạm vi sinh sản của mình, thường xảy ra như là sự bay quá trong mùa xuân.
Loài này sinh sản trong vùng đồng rừng thưa, công viên và vườn. Nó đẻ 3-6 trứng trong một lỗ cây. Đây là một loài cú nhỏ, dài 19–21 cm (7,5-8,3 inch) với sải cánh có chiều dài 47–54 cm (19-21 inch). Trọng lượng cơ thể 64-135 g. Nó bắt các con mồi nhỏ như côn trùng và động vật không xương sống khác. Phần lớn là hoạt động về đêm.
Nó chủ yếu có màu xám, màu nâu, với mặt, bụng và đường vai nhạt hơn. Loài cú mèo này có kiểu bay thẳng mạnh mẽ trên đôi cánh dài và hẹp, phản ánh tập tính di cư của nó.

## Hình ảnh

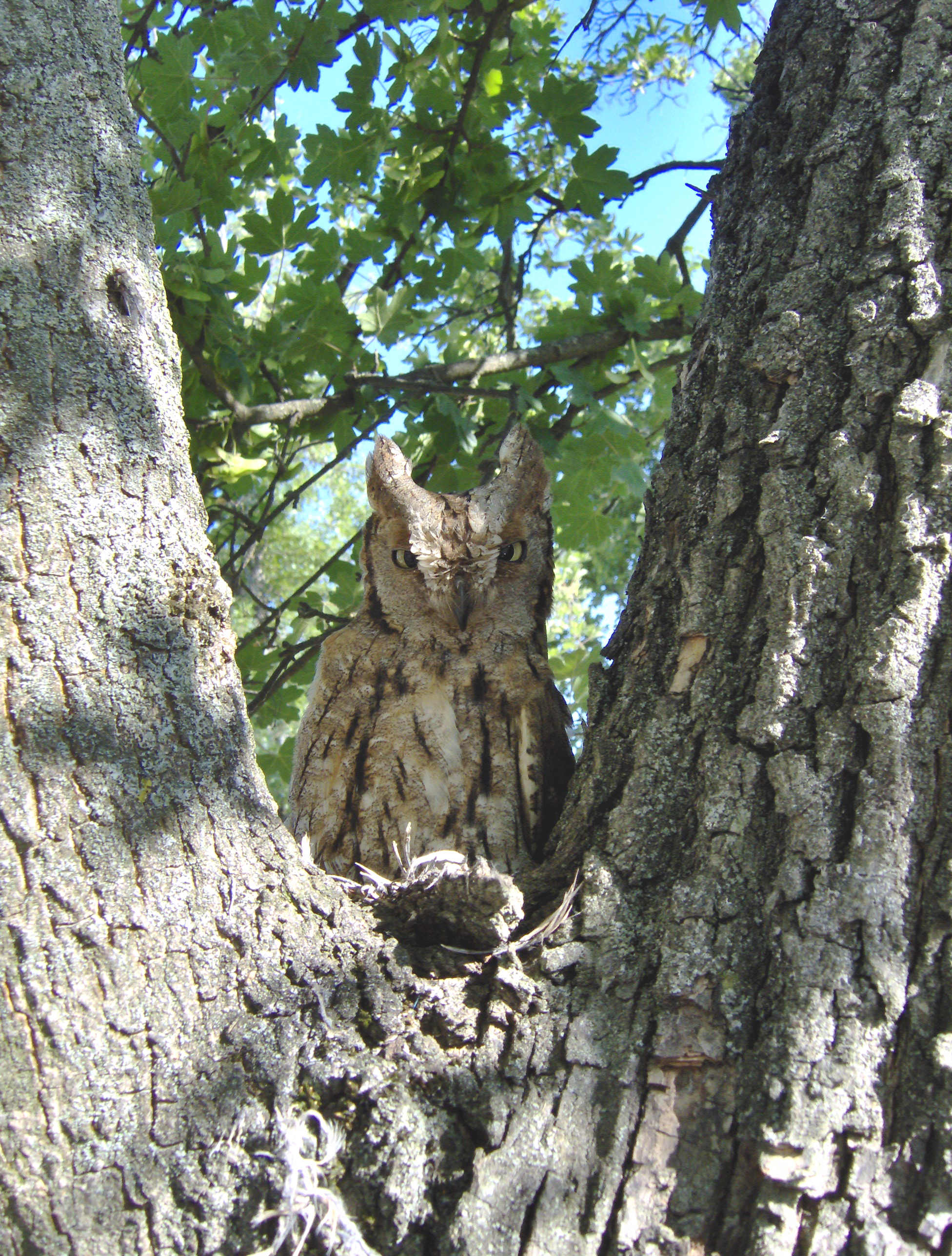
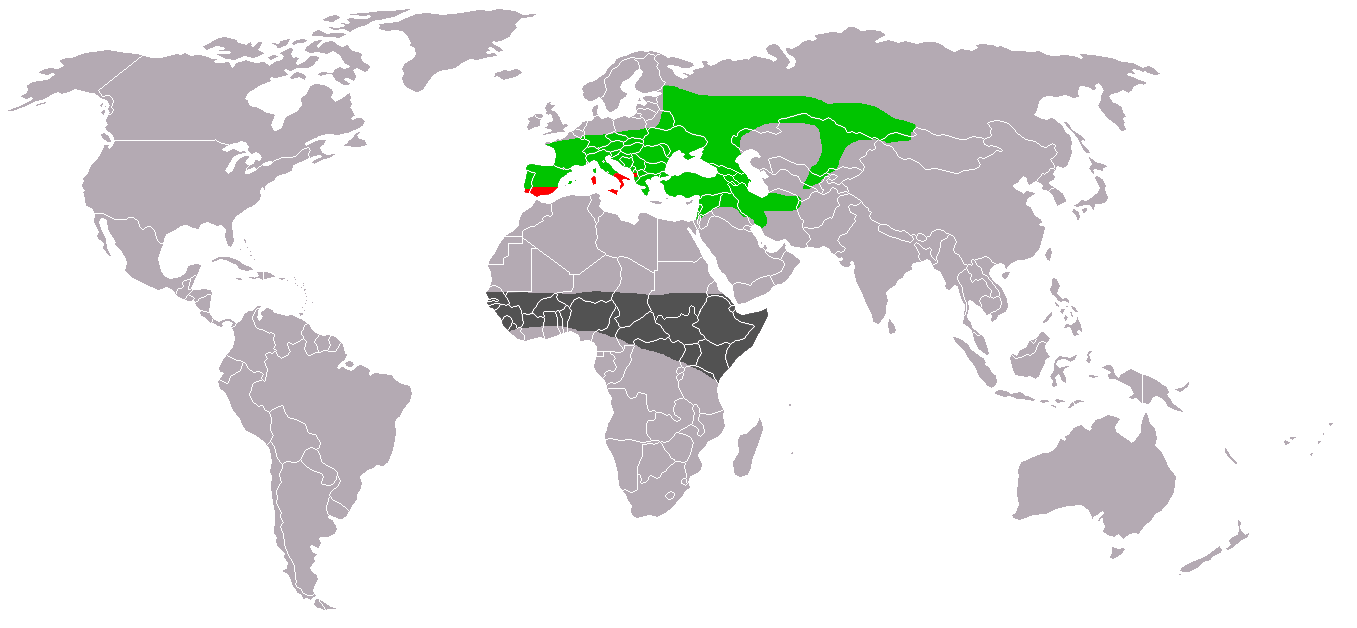
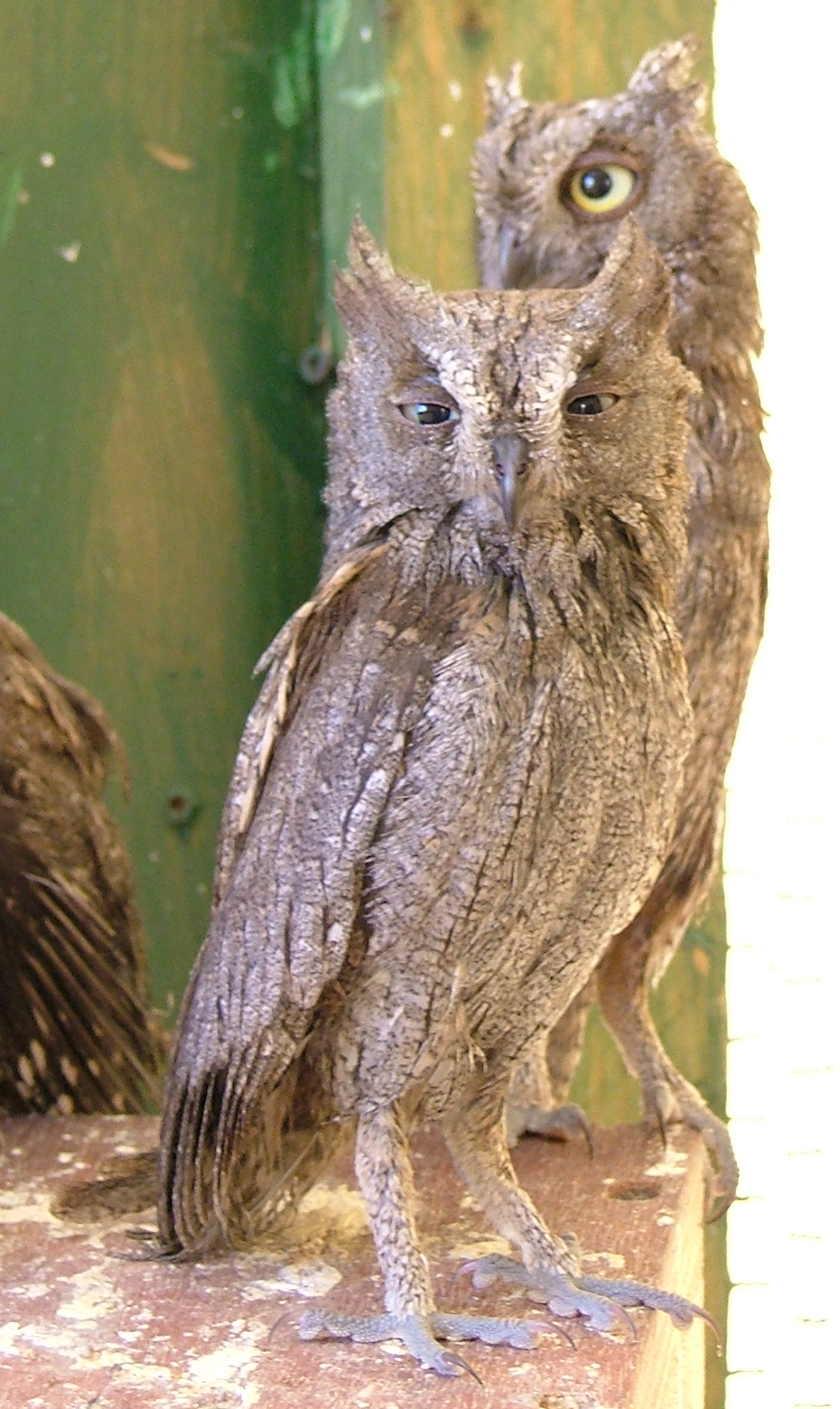
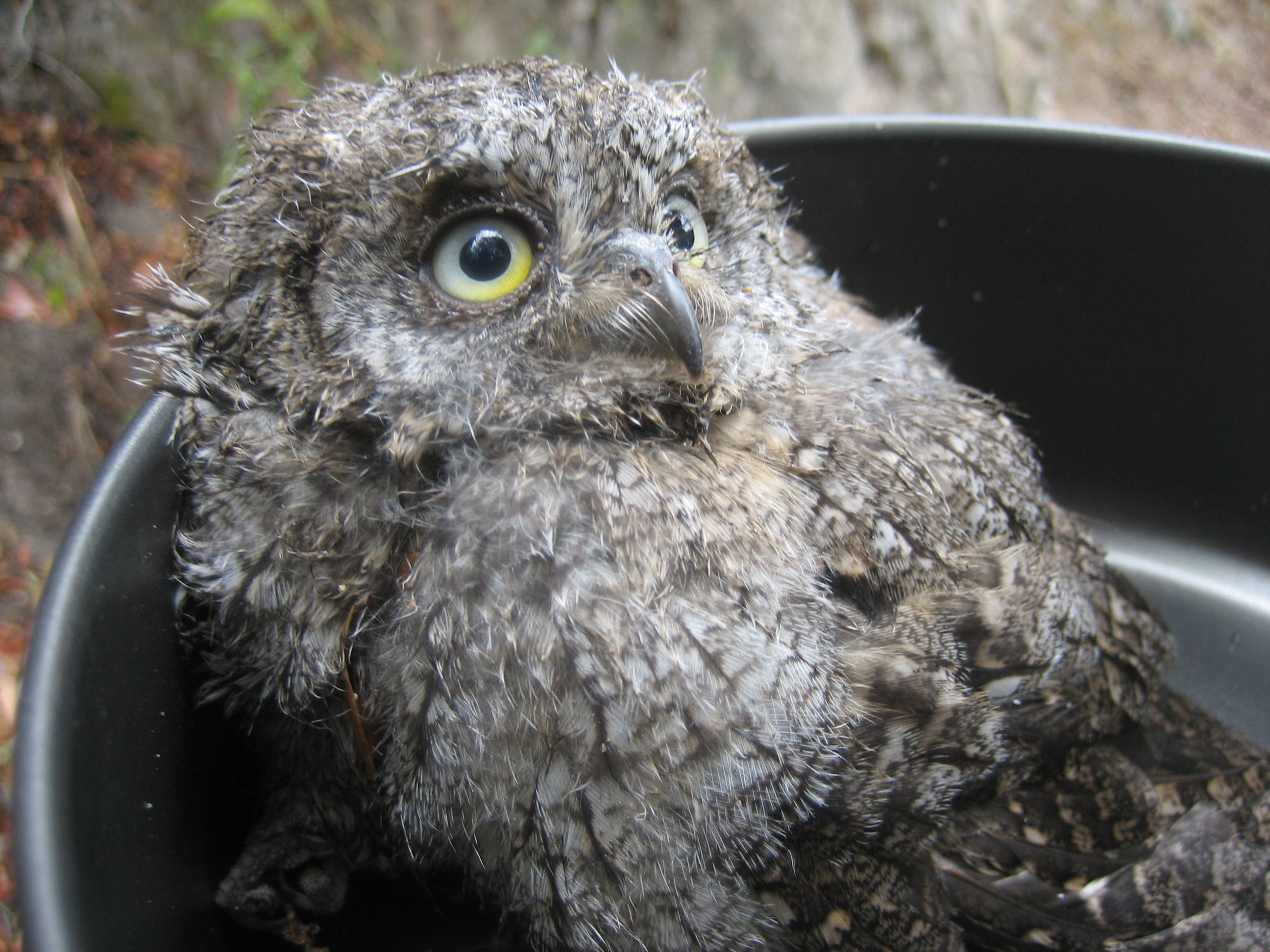
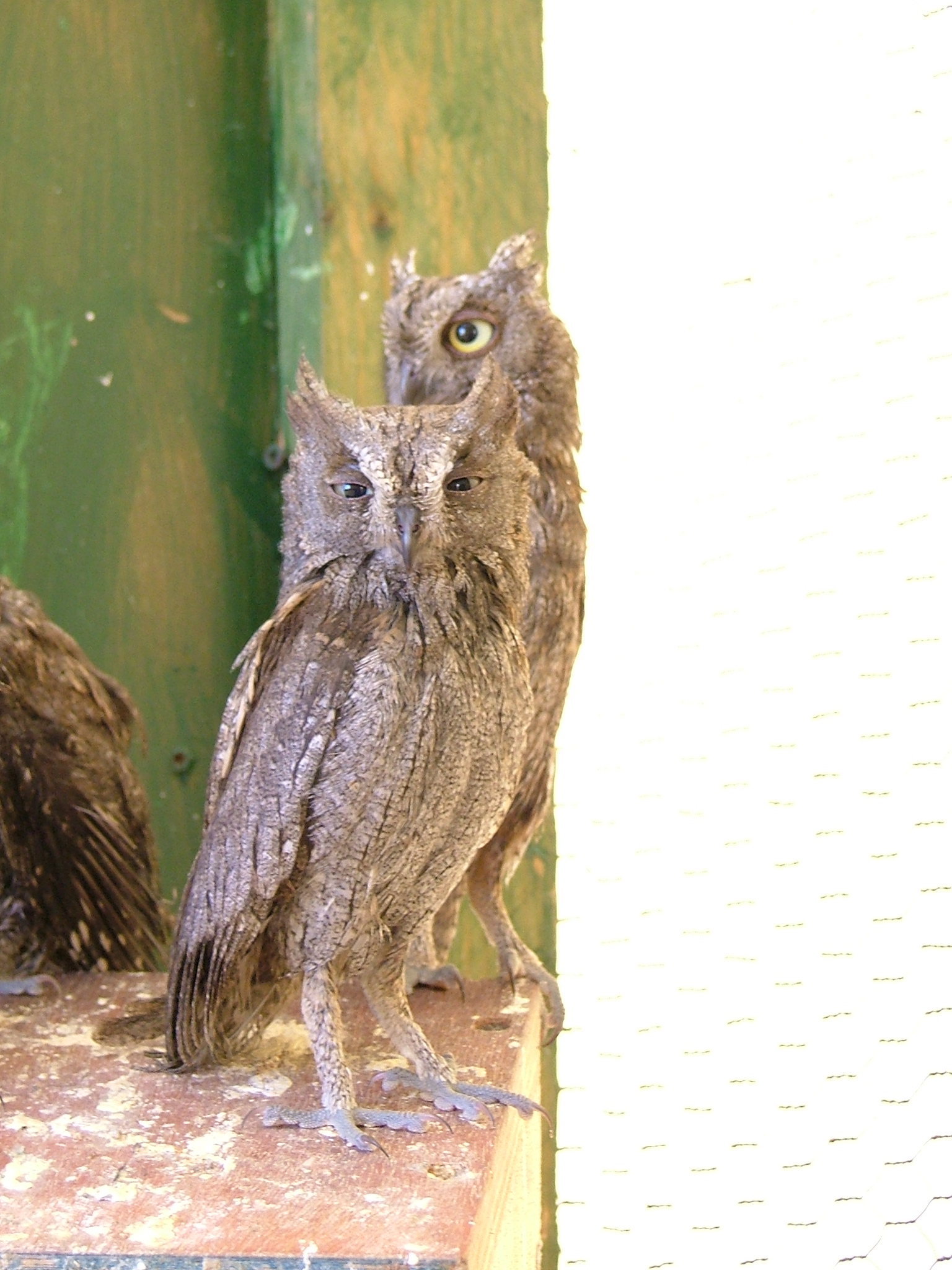
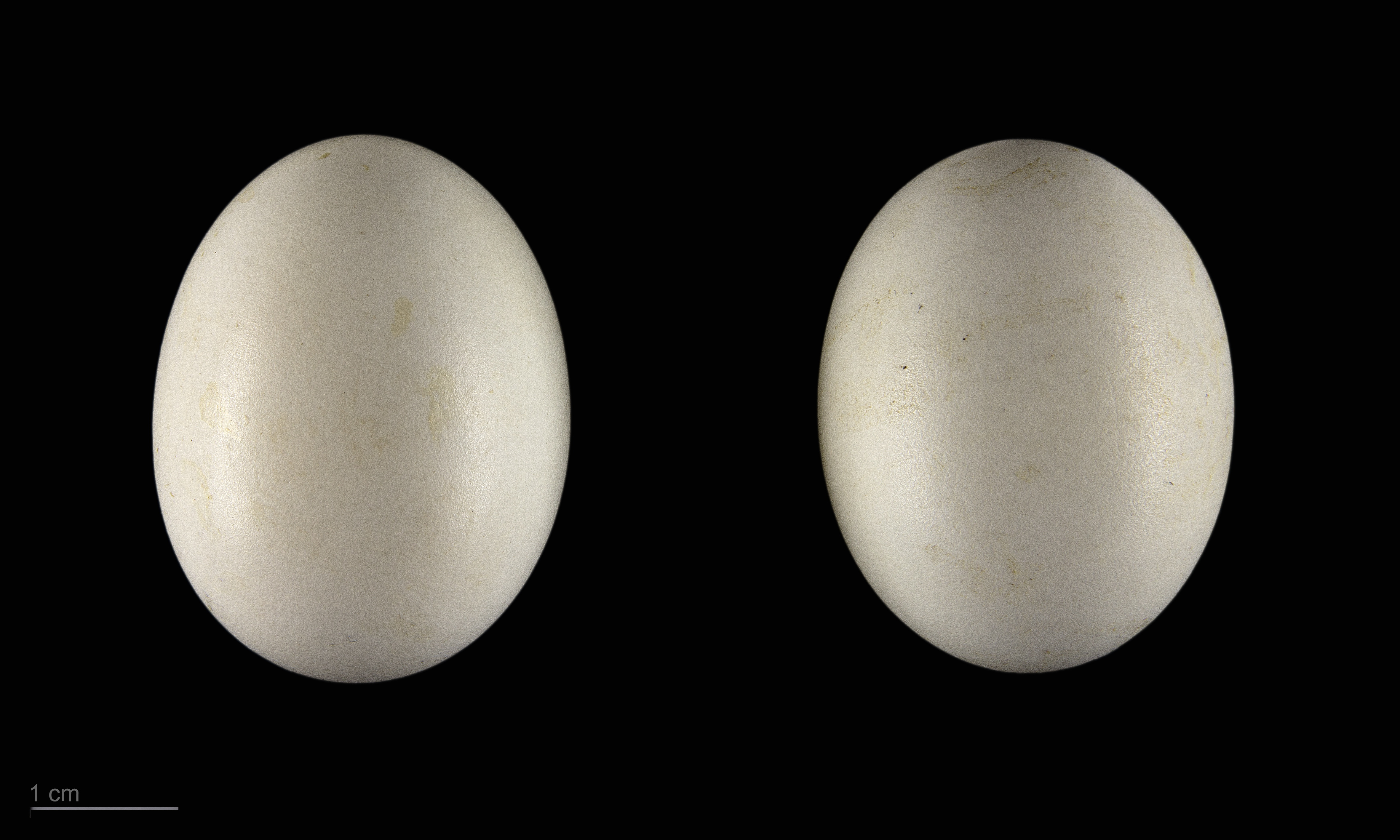
Otus scops